# Amicale Football Club
L'Amicale Football Club è stata una società calcistica di Port Vila, capitale delle isole Vanuatu. L'Amicale è stata una delle compagini più prestigiose del paese, vincitrice di sei campionati e due volte finalista nella OFC Champions League. La squadra ha dichiarato fallimento nell'agosto 2019.

## Storia
Nel 2011 e nel 2014 è stata finalista dell'OFC Champions League, la Coppa dei Campioni dell'Oceania, venendo sconfitta in entrambe le occasioni dai neozelandesi dell'Auckland City FC.
La squadra ha giocato continuativamente nel Vanuatu Premia Divisen, la principale competizione per club del paese, vincendo sei campionati nazionali, dal 2010 al 2015, interrompendo la grande egemonia del Tafea FC, che dominava il campionato di Vanuatu dal 1994. Il team, nella coppa 2013, ha allestito una squadra internazionale con forte presenza italiana per disputare l'edizione 2015 dell'OFC Champions League, dove però si è trovato sbarrato l'accesso alle semifinali dai neozelandesi dell'Auckland City FC, laureatisi poi campioni continentali. Per la fase finale della OFC Champions League 2015-2016 la squadra è stata affidata all'allenatore italiano Mauro Bertoni, che ha guidato una rosa con sei giocatori italiani .
Il 13 agosto 2019, dopo novant'anni di calcio, ha annunciato il proprio scioglimento in seguito ad una sanzione di 6000 franchi svizzeri imposta dalla FIFA in relazione al FIFA Transfer Matching System.

## Palmarès

### Competizioni nazionali
- Vanuatu Premia Divisen: 6 [4]

2010, 2011, 2012, 2013, 2014, 2015
- National Soccer League: 4

2010, 2011, 2012, 2015.
- VFF Bred Cup: 2

2010, 2011

### Altri piazzamenti
- OFC Champions League:

Finalista: 2010-2011, 2013-2014
Semifinalista: 2012-2013
- Coppa del Presidente dell'OFC:

Finalista: 2014

### Performance nell'OFC Champions League
2011: finalista (sconfitto dall'Auckland City FC nella finale)
2012: 3º posto nel gruppo B
2013: semifinalista (eliminato dai neozelandesi del Waitakere United)
2014: finalista (sconfitto dall'Auckland City FC nella finale)
2015: 2º posto nel gruppo B
2016: 2º posto nel gruppo A

## Organico

### Rosa 2015-2016
| N. |                           | Ruolo | Calciatore         |
| -- | ------------------------- | ----- | ------------------ |
| 1  | Italia (bandiera)         | P     | Ettore De Marchis  |
| 2  | Nuova Zelanda (bandiera)  | D     | Ian Hogg           |
| 3  | Vanuatu (bandiera)        | D     | Goshen Donna       |
| 4  | Italia (bandiera)         | D     | Giorgio Meroni     |
| 5  | Italia (bandiera)         |       |                    |
| 6  | Scozia (bandiera)         |       |                    |
| 7  | Italia (bandiera)         |       |                    |
| 8  | Isole Salomone (bandiera) |       |                    |
| 9  | Inghilterra (bandiera)    | A     | Adam Dickinson     |
| 10 | Vanuatu (bandiera)        | C     | Fenedy Masauvakalo |
| 11 | Isole Salomone (bandiera) |       |                    |
| 12 | Vanuatu (bandiera)        |       |                    |

| N. |                           | Ruolo | Calciatore        |
| -- | ------------------------- | ----- | ----------------- |
| 13 | Vanuatu (bandiera)        |       |                   |
| 14 | Vanuatu (bandiera)        |       |                   |
| 15 | Argentina (bandiera)      |       |                   |
| 17 | Isole Salomone (bandiera) |       |                   |
| 18 | Isole Salomone (bandiera) |       |                   |
| 20 | Vanuatu (bandiera)        |       |                   |
| 21 | Italia (bandiera)         | C     | Giorgio Bertacchi |
| 22 | Vanuatu (bandiera)        | C     | Jackson Tasso     |
| 24 | Vanuatu (bandiera)        | C     | Octave Meltecoin  |
| 25 | Vanuatu (bandiera)        | C     | Jacky Ruben       |
| 26 | Brasile (bandiera)        |       |                   |

### Rosa 2014-2015
| N. |                    | Ruolo | Calciatore          |
| -- | ------------------ | ----- | ------------------- |
|    | Italia (bandiera)  | P     | Mauro Boerchio      |
|    | Vanuatu (bandiera) | P     | Chikau Mansale      |
|    | Vanuatu (bandiera) | P     | Ernest Bong         |
|    | Vanuatu (bandiera) | P     | Joel Nakapue        |
|    | Vanuatu (bandiera) | D     | Gochen Donna        |
|    | Vanuatu (bandiera) | D     | Chanel Obed         |
|    | Figi (bandiera)    | D     | Amani Makoe         |
|    | Italia (bandiera)  | D     | Marco Mattia Nasali |
|    | Vanuatu (bandiera) | D     | Alphonse Bongnaim   |
|    | Italia (bandiera)  | D     | Francesco Perrone   |
|    | Vanuatu (bandiera) | D     | Robert Tom          |
|    | Vanuatu (bandiera) | D     | Paul Young          |
|    | Vanuatu (bandiera) | D     | Johnney Tiraeng     |
|    | Vanuatu (bandiera) | C     | Roddy Lenga         |
|    | Vanuatu (bandiera) | C     | Silas Namatak       |

| N. |                      | Ruolo | Calciatore           |
| -- | -------------------- | ----- | -------------------- |
|    | Vanuatu (bandiera)   | C     | Octav Meltecoin      |
|    | Svizzera (bandiera)  | C     | Rijat Shala          |
|    | Vanuatu (bandiera)   | C     | Jackson Tasso        |
|    | Vanuatu (bandiera)   | C     | Dominique Fred       |
|    | Vanuatu (bandiera)   | C     | Micah Lea'Alafa      |
|    | Argentina (bandiera) | C     | Gaspar Felix         |
|    | Vanuatu (bandiera)   | C     | Brian Kaltack        |
|    | Italia (bandiera)    | C     | Nicola Princivalli   |
|    | Vanuatu (bandiera)   | A     | Kensi Tangis         |
|    | Vanuatu (bandiera)   | A     | Paul Zamele          |
|    | Vanuatu (bandiera)   | A     | Dalong Damalip       |
|    | Figi (bandiera)      | A     | Osea Vakatalesau     |
|    | Argentina (bandiera) | A     | Miguel Angel Magnoni |
|    | Italia (bandiera)    | A     | Max Lionetti         |

### Staff
| Position          | Name                |
| Team Manager      | Richard Anisua      |
| Technical Advisor | Robert Calvo        |
| Head Coach        | Marco Banchini      |
| Assistant Coach   | Philemon John       |
| President         | Andrew Leong        |
| Vice- President   | Andrew Leong        |
| Media Officer     | Albert Gopendranath |

### Rosa 2013-2014
| N. |                           | Ruolo | Calciatore         |
| -- | ------------------------- | ----- | ------------------ |
| 1  | Vanuatu (bandiera)        | P     | Chikau Mansale     |
| 2  | Vanuatu (bandiera)        | D     | Gochen Donna       |
| 4  | Italia (bandiera)         | D     | Davide Talone      |
| 6  | Figi (bandiera)           | C     | Shivan Swamy       |
| 7  | Isole Salomone (bandiera) | C     | Alick Maemae       |
| 8  | Serbia (bandiera)         | C     | Milan Matić        |
| 9  | Figi (bandiera)           | C     | Esava Naqeleca     |
| 10 | Serbia (bandiera)         | A     | Nikola Vasilić     |
| 11 | Nigeria (bandiera)        | A     | Sanni Issa         |
| 13 | Vanuatu (bandiera)        | A     | François Sakama    |
| 14 | Vanuatu (bandiera)        | D     | Chanel Obed        |
| 15 | Vanuatu (bandiera)        | D     | Alphonse Bongnaim  |
| 16 | Vanuatu (bandiera)        | C     | Daniel Natou       |
| 17 | Isole Salomone (bandiera) | D     | Nelson Sale Kilifa |
| 18 | Vanuatu (bandiera)        | D     | Robert Tom         |
| 20 | Australia (bandiera)      | P     | Michael Rutherford |

| N. |                           | Ruolo | Calciatore      |
| -- | ------------------------- | ----- | --------------- |
| 21 | Vanuatu (bandiera)        | D     | Paul Young      |
| 23 | Vanuatu (bandiera)        | C     | Roddy Lenga     |
| 24 | Vanuatu (bandiera)        | A     | Kensi Tangis    |
| 25 | Figi (bandiera)           | D     | Ilaitia Tuilau  |
| 26 | Vanuatu (bandiera)        | C     | Silas Namatak   |
| 27 | Vanuatu (bandiera)        | C     | Octav Meltecoin |
| 28 | Vanuatu (bandiera)        | D     | Johnney Tiraeng |
| 29 | Vanuatu (bandiera)        | C     | Dominique Fred  |
| 30 | Isole Salomone (bandiera) | A     | Jack Wetney     |
| 31 | Vanuatu (bandiera)        | A     | Ruben Frank     |
| 32 | Vanuatu (bandiera)        | C     | Justin Koka     |
| 33 | Vanuatu (bandiera)        | P     | Joel Nakapue    |
| 34 | Vanuatu (bandiera)        | C     | Rodney Serveux  |
| 35 | Isole Salomone (bandiera) | C     | Richard Anisua  |
| 38 | Vanuatu (bandiera)        | C     | Barry Mansale   |